# Baumkuchen

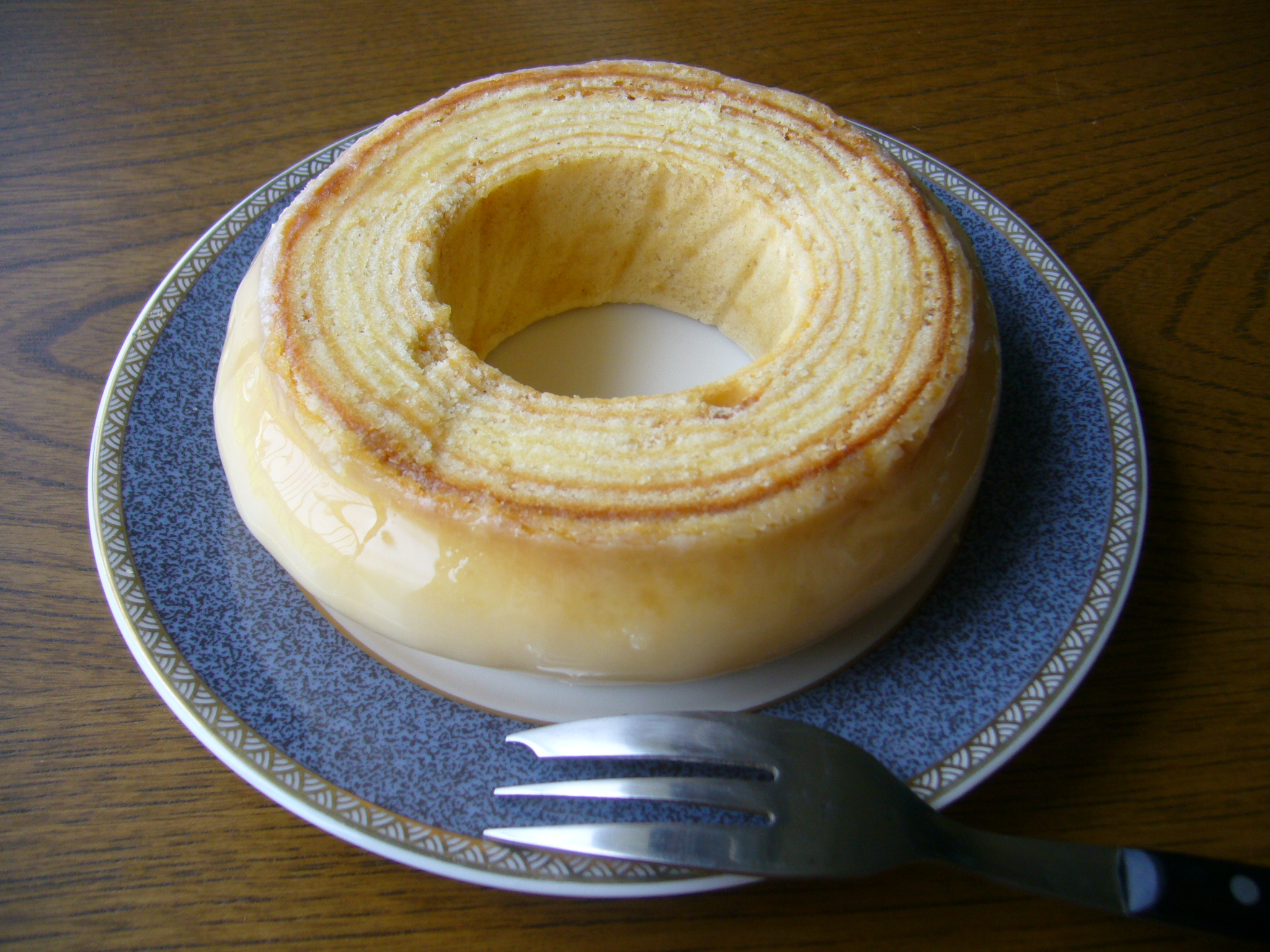
Ring eines Baumkuchens

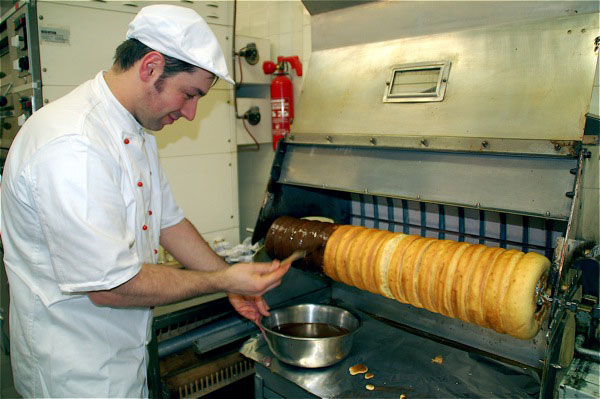
Baumkuchen-Herstellung, hier: Auftragen von Kuvertüre

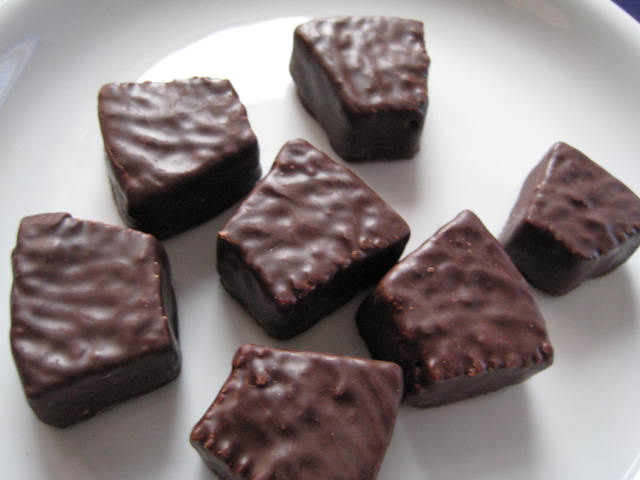
Baumkuchenspitzen

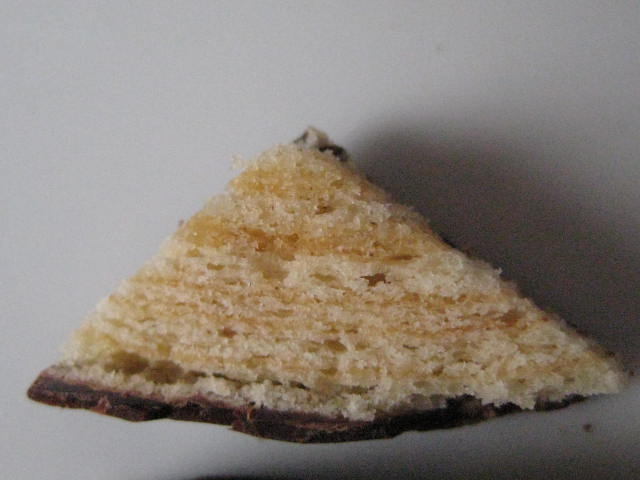
Die „Baumringe“ sind deutlich zu sehen bei dieser aufgeschnittenen Baumkuchenspitze

Der Baumkuchen ist ein schichtweise aufgebauter und über offener Flamme gebackener Kuchen aus einer Sandmasse. Der „König der Kuchen“ ist ein Symbol des Konditorberufs (Berufs- oder Zunftwappen).

## Geschichte
Der Prototyp davon stammt aus dem antiken Griechenland (über 2.000 Jahre v. Chr.) und soll Obelias gewesen sein, eine Art Gebäck, bei dem Teig um einen Holzstab gewickelt und gebacken wird, im Mittelalter gab es jedoch auch Brote, bei denen der Teig um einen Spieß gewickelt und über dem Feuer geröstet wurde (heute noch bekannt als Stockbrot oder Knüppelteig).
Es wird von einigen Historikern angenommen, dass der Baumkuchen ungarischen Ursprungs ist. Er sei eine Art Hochzeitskuchen gewesen und habe einen schnellen Einzug in die deutsche Küche gefunden.
Erste Rezepturen für den Kuchen gibt es in einem italienischen Kochbuch von 1426. Ein frühes deutschsprachiges Rezept findet sich 1581 bei Marx Rumpolt als Spießkuchen. Die Bezeichnung „Baumkuchen“ (lateinisch placentae cylindricae) wurde erstmals 1682 in einem diätetischen Kochbuch von Johann Sigismund Elsholtz verwendet, dem Leibarzt Kurfürst Friedrich Wilhelms von Brandenburg. Wegen seiner ähnlichen Form wird oft auch der Baumstriezel irrtümlich Baumkuchen genannt. Das älteste überlieferte deutschsprachige Rezept erschien um 1450 in einer Heidelberger Handschrift. In Nürnberg und Frankfurt am Main war Baumkuchen schon im 15. Jahrhundert ein bekanntes Hochzeitsgebäck der Patrizier.
Im 16. Jahrhundert veränderte sich die Herstellungsmethode; der Kuchenteig wurde nun nicht mehr ringförmig um eine rotierende Holzwalze gelegt, sondern als ganzes Stück und mit Schnüren festgebunden. Durch das Abbinden entstanden die typischen Einkerbungen des Baumkuchens. Im 17. Jahrhundert kam eine weitere neue Fertigungsmethode auf, bei der die dünnflüssige Masse schichtweise auf die sich drehende Walze aufgetragen wurde. Zu dieser Zeit wurde es auch üblich, eine Glasur aus Zucker und Rosenwasser aufzutragen. Zucker wurde bei der Massezubereitung zu dieser Zeit aber noch eher sparsam verwendet, man benutzte zum Würzen Muskat, Zimt und Kardamom.
Die heute übliche Rezeptur entstand erst im 18. Jahrhundert. Eines der ersten bekannten Rezepte dieser neuen Art ist in der 7. Auflage des Nieder-Sächsischen Koch-Buchs von 1758 enthalten (siehe auch 10. Auflage von 1776). Zu dieser Zeit wurde der fertige Baumkuchen mit geraspelter Schokolade bestreut oder ganz mit Kuvertüre bestrichen. Seit etwa 1800 wurden diese Kuchen kaum noch in privaten Haushalten hergestellt, sondern fast ausschließlich von Konditoren. Baumkuchen wurde in der ersten Hälfte des 19. Jahrhunderts vor allem in Berlin gebacken, wobei Migranten aus der französischen Schweiz, wie Josty, Spargnapani oder d’Heureuse, den Markt prägten. Die Aufnahmekraft des Berliner Marktes erlaubte seit den 1870er-Jahren Versandbäckereien in Dresden, Cottbus, Stettin, Salzwedel und Weimar den Absatz ihrer lokalen Spezialitäten. Salzwedeler Baumkuchen besitzt seit 2010 das EU-Gütezeichen geschützte geografische Angabe (g.g.A.).
Der im späten 18. Jahrhundert noch vielfach von Adeligen auf Prunktafeln präsentierte Baumkuchen wandelte sich im 19. Jahrhundert zu einer Speise des gehobenen Bürgertums. In Mitteldeutschland, Brandenburg, Mecklenburg und Pommern (Stettiner Baumkuchen, auch Hochzeitskuchen genannt) wurde er zu einer repräsentativen Hochzeitsspeise. In der zweiten Hälfte des 19. Jahrhunderts reichte man Baumkuchen auch zu Ostern, zu Silvester und größeren Familienfeiern. Im späten 19. Jahrhundert wurde er zunehmend zu einem typisch deutschen Kuchen, auch zu einem Teil des Bismarck-Kultes. Zugleich begann mit einfacheren Varianten, etwa der Baumkuchentorte, der Bismarck-Eiche oder aber den Baumkuchenspitzen eine Verbreitung des Gebäcks auch in der Mittelschicht. Neue mit Gas und dann auch mit Elektrizität betriebene Backöfen führten auch zu preiswerterer Konditorenware, wovon vor allem die Versandbäckereien profitierten.

## Besonderheit in Japan
In Japan, wohin er von dem deutschen Konditor Karl Joseph Wilhelm Juchheim im Jahre 1919 gebracht wurde, ist der Baumkuchen (バウムクーヘン Baumukūhen oder バームクーヘン Bāmukūhen) eine der beliebtesten Backwaren überhaupt und trotz seines relativ hohen Preises zumindest abgepackt in fast jedem Lebensmittelgeschäft, Konditoreien, Kiosken und Coffee-Shops erhältlich. Der 4. März ist in Japan der Tag des Baumkuchens (バウムクーヘンの日).

## Herstellung
Die Zutaten einer Baumkuchen-Masse sind Butter, Eier, Zucker, Vanille, Salz und Mehl. Backpulver darf nicht verwendet werden. Das Verhältnis von Mehl, Butter und Eiern muss mindestens 1:1:2 sein, das heißt auf 100 g Mehl müssen mindestens 100 g Butter und 200 g Vollei kommen. Honig und Alkohol (zum Beispiel Rum) können als Aromen hinzugegeben werden, ebenso Nüsse, Marzipan und Nougat. Die Grundrezeptur ist aber immer gleich.
Ein echter Baumkuchen wird schichtweise an einem sich drehenden Spieß, der sogenannten Walze, gebacken. Früher geschah das über Holzfeuer, heute gibt es dafür speziell konstruierte Backapparate, die elektrisch oder mit Gas beheizt werden. Die Teigmasse wird in circa 10 bis 20 einzelnen Schichten aufgetragen, meist durch einen Tauchvorgang, und schichtweise gebacken. Dadurch ähneln die Schichten im fertigen Kuchen den Jahresringen eines Baumes.
Durch eine besondere Technik beim Auftragen der einzelnen Teigschichten (Formung etwa mit einem Holzkamm) erhält der Kuchen eine wellenförmige Kontur, es bilden sich Ringe. Nach Entfernen des Spießes kann die Kuchenrolle in Portionen geschnitten werden, dabei sind ein bis zu fünf Ringe üblich. Diese erhalten eine Glasur aus Fondant oder Kuvertüre (entweder Bitterschokolade oder Vollmilchschokolade). Die lange Backzeit macht den Baumkuchen sehr haltbar und ermöglicht dadurch den Export auch nach Japan und in die USA. Dies ist allerdings nur als Rohling möglich, denn eine Glasur kann die Haltbarkeit unter Umständen stark verkürzen, da sie Feuchtigkeit anzieht.
Zum Verzehr wird Baumkuchen traditionell mit etwa spiralförmig geführten Schnitten in „Schollen“ von höchstens ein viertel Rippe Dicke, immer im Kreis herum allmählich von oben nach unten abgetragen. Eine andere Schnittart besteht darin, einzelne Ringe abzuschneiden und diese dann, je nach Größe der Ringe, zu vierteln oder zu achteln. Dabei sind die einzeln gebackenen Schichten sichtbar. Das bei anderen Kuchenarten übliche Anschneiden mit senkrechten Schnitten ist bei Baumkuchen unüblich.
Für die Herstellung der Baumkuchenspitzen wird ein Ring in trapezförmige Stücke geschnitten, die einzeln mit Glasur überzogen werden. Nach einem anderen Verfahren, welches verbreiteter ist, wird die Masse schichtweise auf einem Backblech verteilt, gebacken und nach dem Abkühlen geschnitten. Damit sind große Mengen schnell zu produzieren. Der Spitzkuchen weist keine Wölbung auf und ist daher gleichmäßiger.
In Griechenland nennt man ihn Obelisa, in Rumänien Agnethler.

## Ähnliche Kuchen

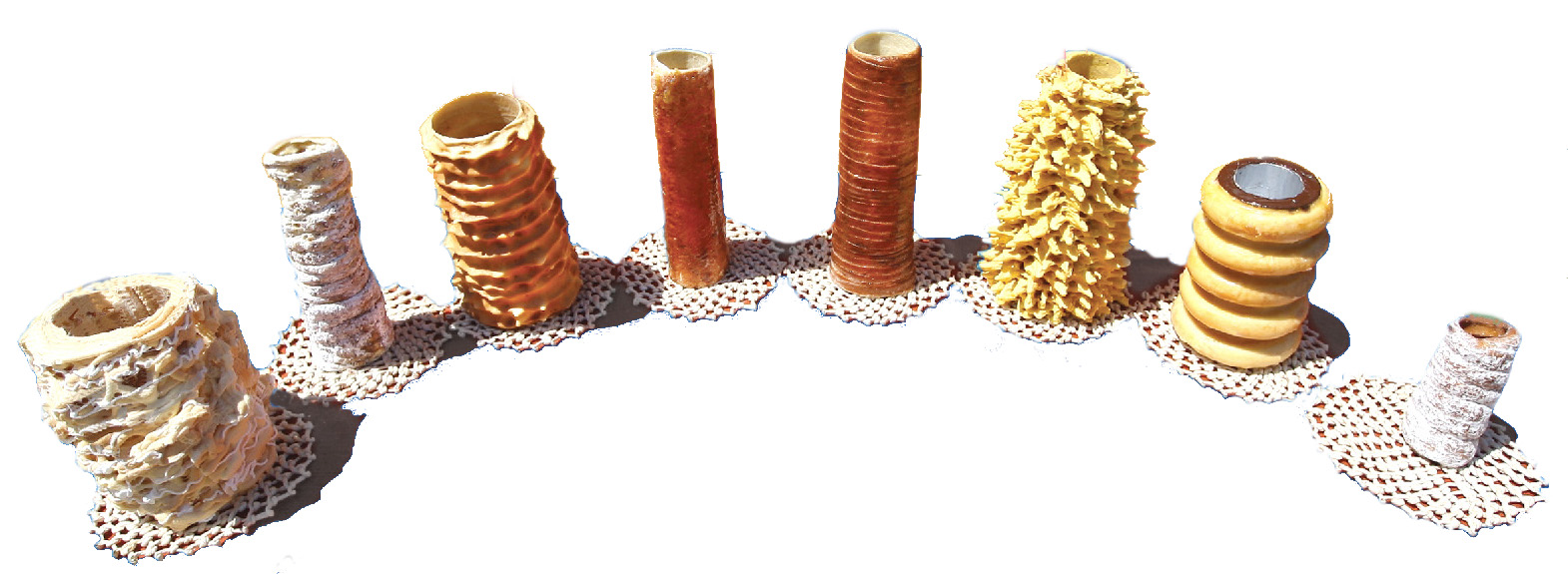
Die Familie der europäischen Spießkuchen

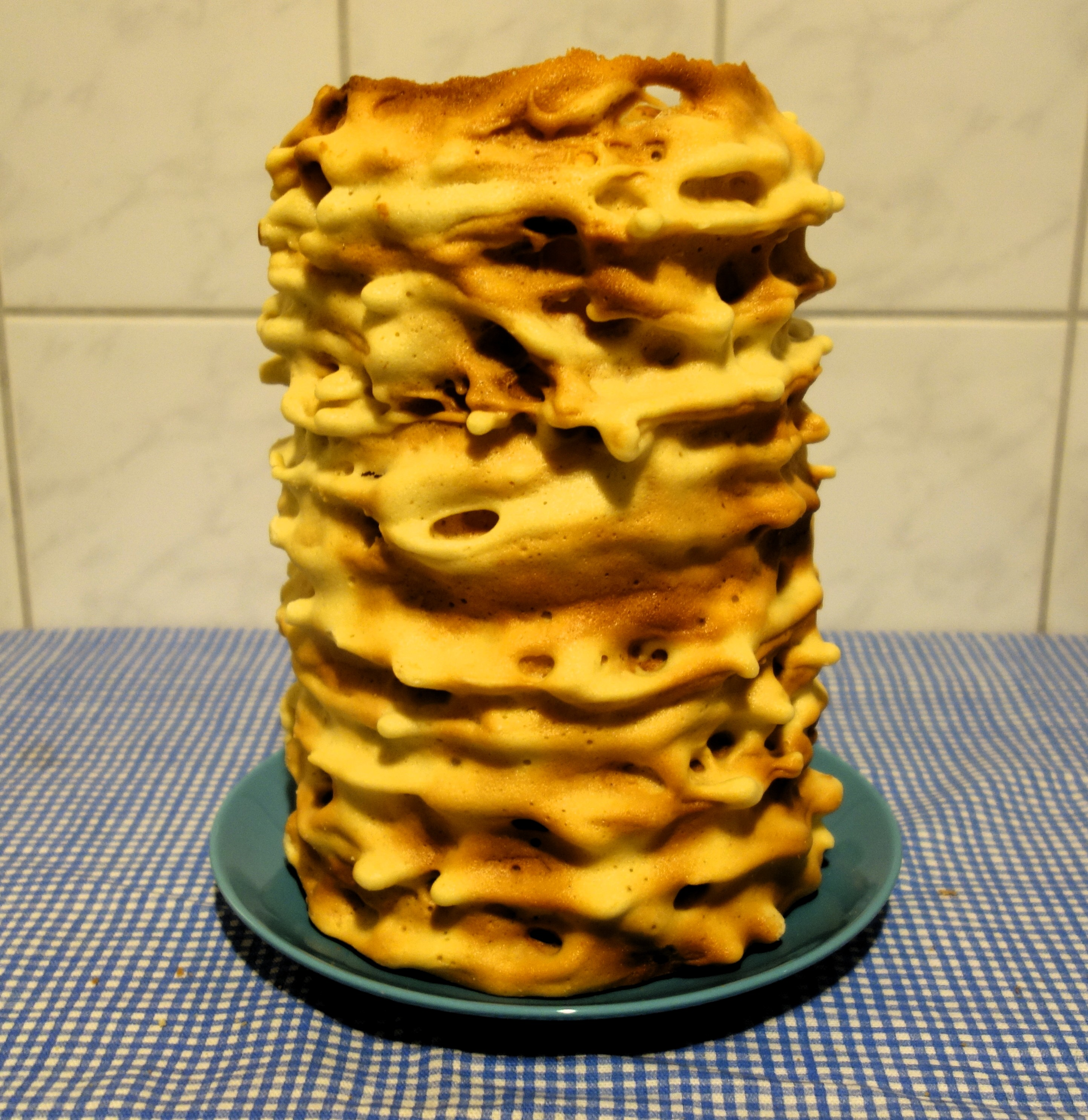
Prügeltorte, in Österreich verbreitet

- In Österreich: „Brandenberger Prügeltorte“ mit charakteristischen Spitzen. Auch werden Begriffe wie „Prügelkuchen“, „Spießkuchen“ oder „Prügelkrapfen“ verwendet, da der Teig sehr dünn um das Backholz, also einen Prügel, geschichtet wird.[19][20]

- In Dänemark und Norwegen: Kransekage
- In Schweden: Spettekaka
- In Siebenbürgen: Baumstriezel (ungarisch: Kürtőskalács)
- In der Slowakei: Trdelník
- In Litauen: Šakotis. Er ist eine traditionelle Spezialität in Litauen sowie in den nordöstlichen Regionen (Podlachien und Masuren) von Polen (polnische Bezeichnung: sękacz), wo er seit dem 16. Jahrhundert landesweit vom Adel geschätzt wurde und heute allgemein bekannt ist.
- In Frankreich: Gâteau à la broche
- In Japan: Baumukūhen バウムクーヘン[21] (von dt. Baumkuchen)

## Belege
1. ↑  Friedrich Holtz u. a.: Lehrbuch der Konditorei. 5. Auflage. Trauner, Linz 2009, ISBN 978-3-85499-367-4, S. 321 f.
2. ↑  Stanley Cauvain and Linda Young (2001). Baking problems solved. Woodhead Pub Ltd, S. 261. ISBN 0-8493-1221-3.
3. ↑  お菓子の由来物語 P.85
4. ↑  Baumkuchen (バームクーヘン). In: Food in Japan. 2023, abgerufen am 14. Mai 2025 (englisch).
5. ↑  Obelias (bread) - the origin of Baumkuchen. In: The Classical Society of Japan. 2012, abgerufen am 14. Mai 2025 (englisch).
6. ↑  1 knüppelteig stockbrot Rezept. Abgerufen am 16. Dezember 2018.
7. ↑  Alan Davidson and Tom Jaine (2006). The Oxford companion to food. Oxford University Press, USA, 2006. S. 805, ISBN 0-19-280681-5.
8. ↑  Marx Rumpolt: Ein new Kochbuch. Frankfurt 1581, Von allerley Gebackens, Blatt CLXVII, Nr. 20 (Abschrift bei https://www.uni-giessen.de/de/fbz/fb05/germanistik/absprache/sprachverwendung/gloning/tx/rump-gbk.htm).
9. ↑  Johann Sigismund Elsholtz: Diaeteticon. Cölln an der Spree 1682, S. 272
10. 1 2 3  Irene Krauß: Chronik bildschöner Backwerke. Stuttgart 1999, S. 184 ff.
11. ↑  Marcus Loofft: Nieder-Sächsisches Koch-Buch. 10. Auflage. Lübeck 1776; Rezept Baumkuchen, S. 430 (Digitalisat der Uni Göttingen)
12. 1 2  Uwe Spiekermann: Baumkuchen - Eine Erinnerung. 1. Dezember 2020, abgerufen am 22. Januar 2021.
13. ↑  Altmark-Spezialität Salzwedeler Baumkuchen wird am Feuer gebacken. In: Mitteldeutsche Zeitung; abgerufen am 19. April 2016
14. ↑  Doll-Hegedo: Rezepte-Pommern, S. 90, Bassermann-Verlag, München, 2019
15. ↑  Thomas Hahn, Verena Mayer: Herr der Ringe – Wie ein deutscher Konditor den Baumkuchen zum Lieblingsgebäck der Japaner machte. sueddeutsche.de, 24. Dezember 2019, abgerufen am 3. März 2021.
16. ↑  メイン. Archiviert vom Original (nicht mehr online verfügbar) am 2. Februar 2023; abgerufen am 5. März 2023 (japanisch).
17. ↑  Leitsätze für Feine Backwaren. Downloadseite des BMEL
18. ↑  Cottbuser Baumkuchen Manufaktur, abgerufen am 19. April 2016
19. ↑  Brandenberger Prügeltorte
20. ↑  Brandenberger Prügeltorte im Gourmet-Magazin
21. ↑  Anja Hankel: Loanwords in Japanese. In: Awa Life. Nr. 232. TOPIA, November 2009, S. 6 (englisch, topia.ne.jp (Memento des Originals vom 22. Juli 2011 im Internet Archive)).